# Margarita Salicola
Margarita Salicola var en på sin tid berömd italiensk operasångerska, aktiv 1682-1706. 
Hon tillhörde en familj av musiker vid Ferdinand Karl Gonzagas hov i Mantua, och debuterade 1682 på San Giovanni Grisostomo, Venedigs första teater. Hennes mest berömda roll var den som Penelope i Carlo Pallavicino's Penelope la casta 1685. Johan Georg III av Sachsen blev så hämförd av hennes prestation att han lät kidnappa henne och föra henne och två av teaterns kastrater till sitt eget hov i Dresden. Salicola blev en framgångsrik hovsångerska i Sachsen, och fortsatte också regelbundet att gästspela i Italien fram till 1706. 